# 双牌県
双牌県（そうはい-けん）は中華人民共和国湖南省永州市に位置する県。

## 行政区画
- 鎮：滝泊鎮、江村鎮、五里牌鎮、茶林鎮、何家洞鎮、麻江鎮
- 郷：塘底郷、理家坪郷、五星嶺郷、打鼓坪郷
- 民族郷：上梧江ヤオ族郷